# Anders Björck

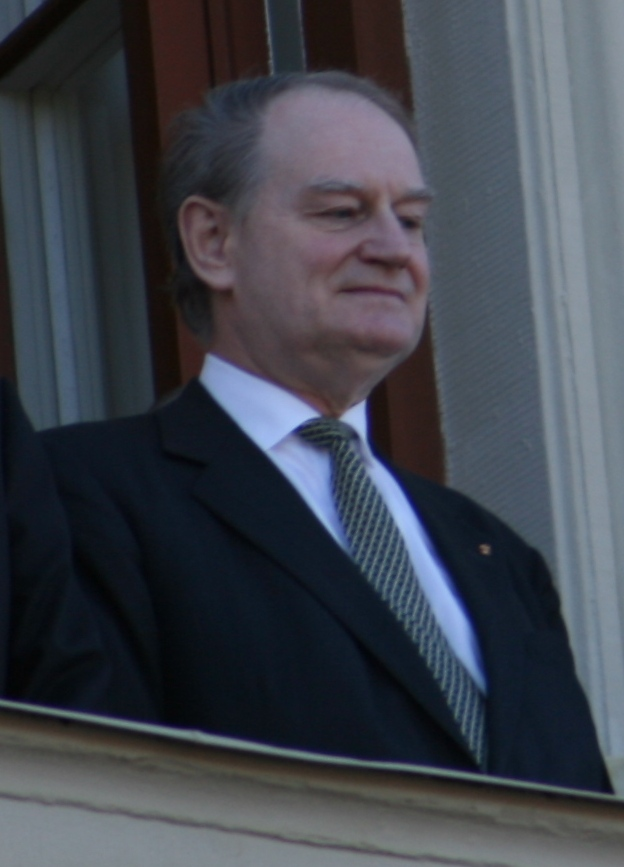
Anders Björck (2009)

Anders Björck (* 19. September 1944 in Nässjö, Jönköpings län) ist ein schwedischer Politiker der Moderata samlingspartiet.

## Leben
Björck war von 1989 bis 1991 Präsident der Parlamentarischen Versammlung des Europarats. Von 1991 bis 1994 war Björck als Nachfolger von Roine Carlsson Verteidigungsminister in Schweden. Von 1994 bis 2002 war Björck Vizesprecher des Schwedischen Reichstags. Von 2003 bis 2009 war Björck Landshövding von Uppsala län. Björck wohnt in Stockholm.

## Auszeichnungen
- 1988: Großes Goldenes Ehrenzeichen für Verdienste um die Republik Österreich[1]
- 1994: Großes Goldenes Ehrenzeichen am Bande für Verdienste um die Republik Österreich[1]